# Thorictus simillimus
Thorictus simillimus is een keversoort uit de familie spektorren (Dermestidae). De wetenschappelijke naam van de soort werd in 1914 gepubliceerd door Manuel Martínez de la Escalera.